# Représentations diplomatiques du Liechtenstein

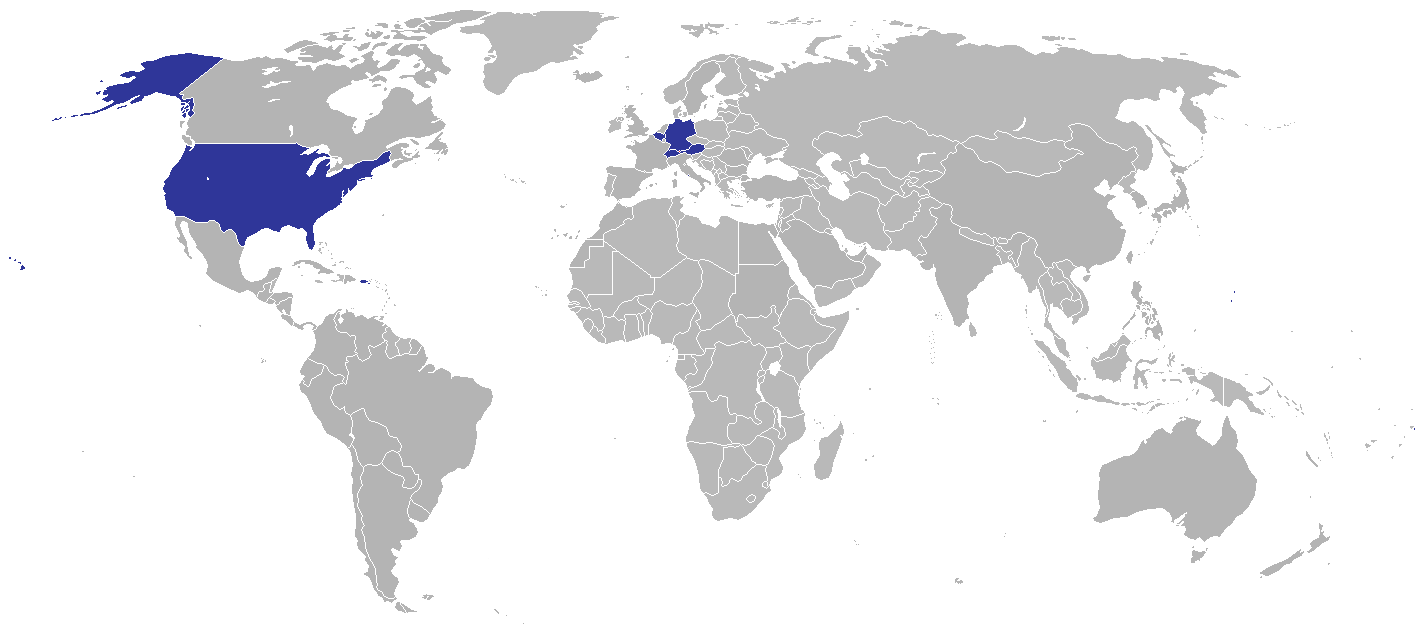
Pays avec des missions diplomatiques liechtensteinoises.

Ceci est une liste des représentations diplomatiques du Liechtenstein , à l'exclusion des consulats honoraires. 
Le Liechtenstein a une présence diplomatique très modeste, surtout concentré en Europe dans les pays frontaliers. Depuis 1919, la Suisse représente le Liechtenstein dans les pays où le Liechtenstein lui-même n'a pas de représentation consulaire. 

## Auprès d'un pays
| Afrique | Amériques                 | Asie-Pacifique | Europe                                                                           |
| ------- | ------------------------- | -------------- | -------------------------------------------------------------------------------- |
|         | - États-Unis (Washington) |                | - Autriche (Vienne) - Belgique (Bruxelles) - Allemagne (Berlin) - Suisse (Berne) |

## Auprès d'organisations internationales
- Bruxelles (mission permanente auprès de l'Union européenne)
- Genève (mission permanente auprès des Nations unies et d'autres organisations internationales)
- New York (mission permanente auprès des Nations unies)
- Strasbourg (mission permanente auprès du Conseil de l'Europe)

## Galerie

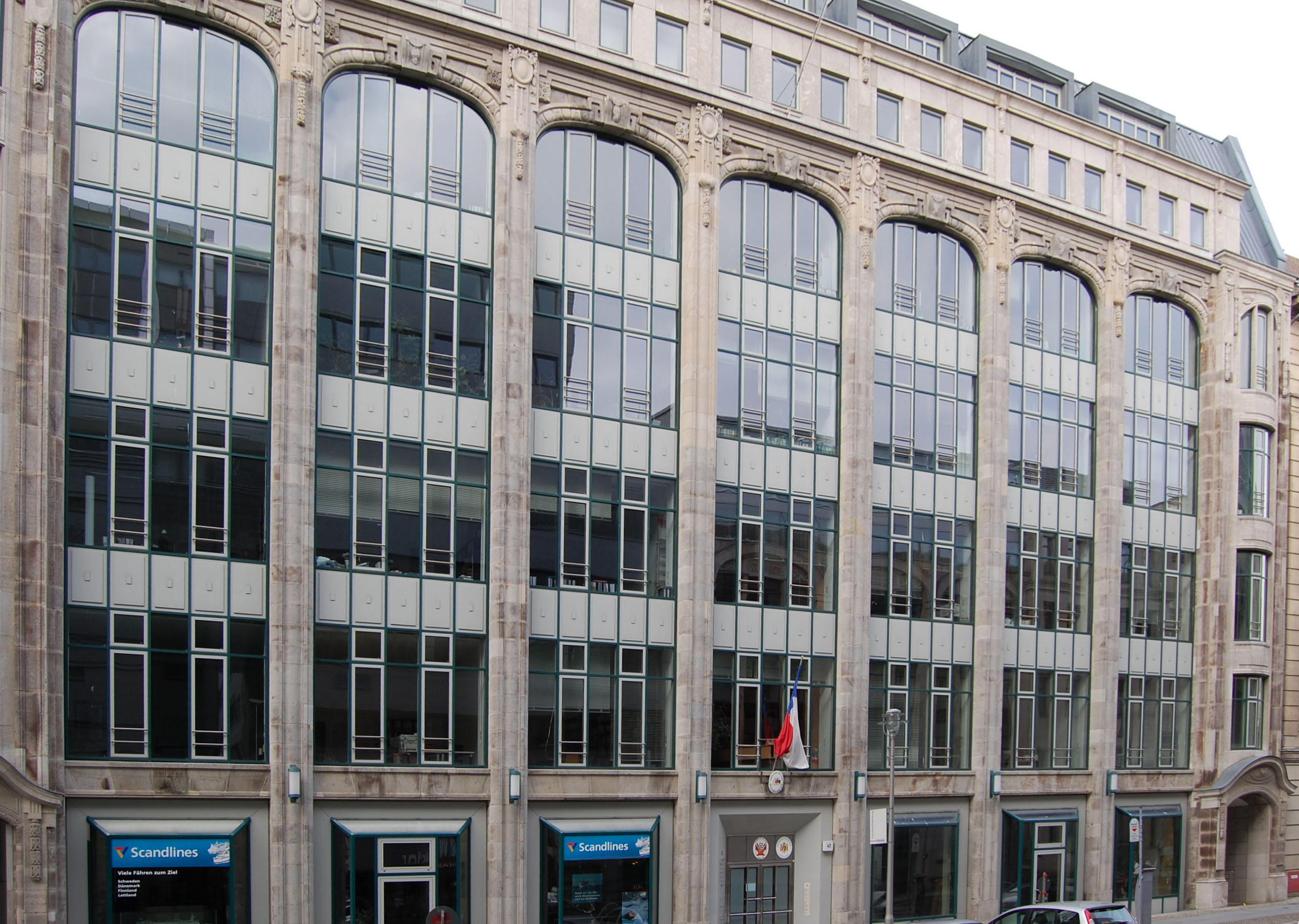
Ambassade à Berlin.
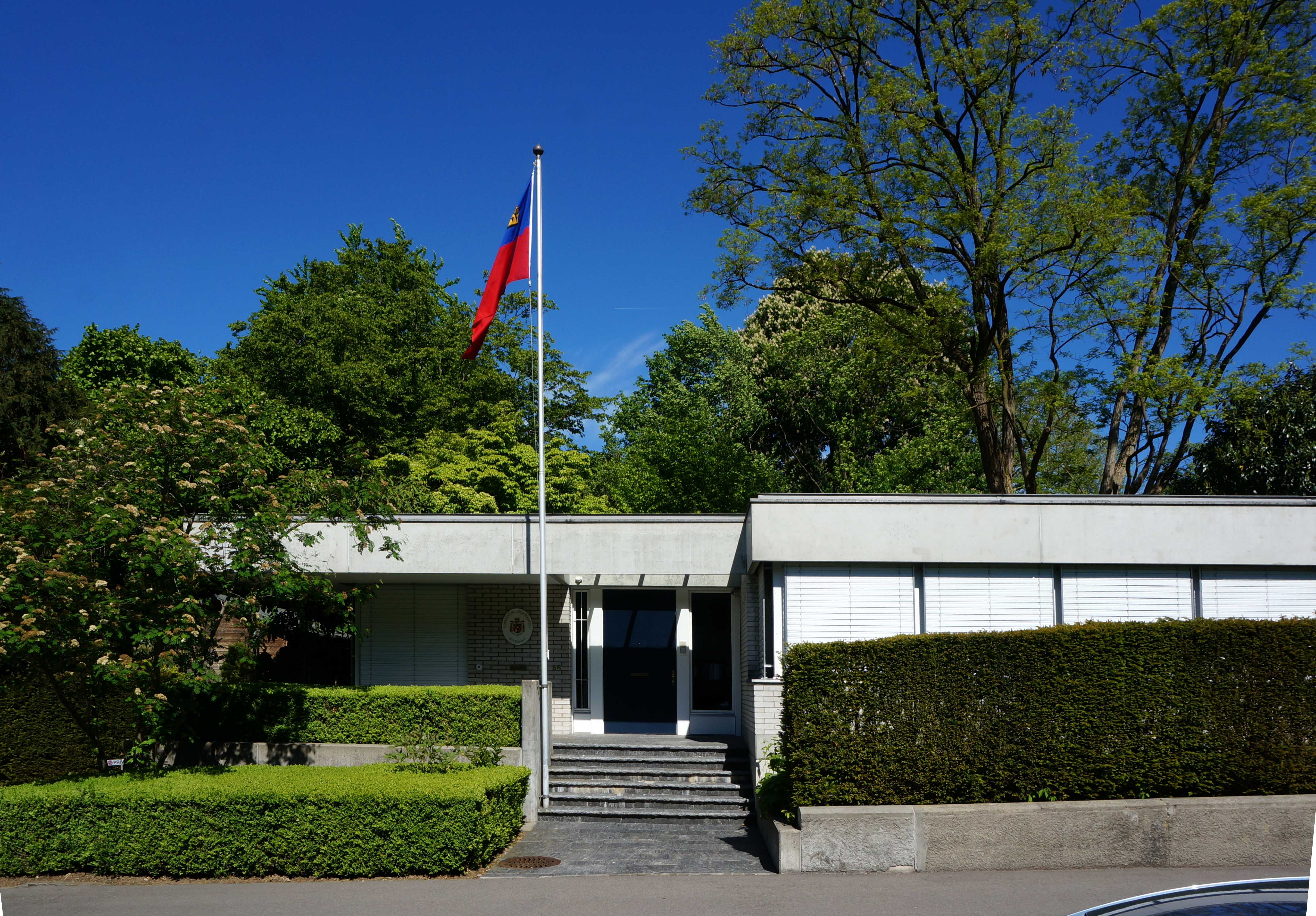
Ambassade à Berne.
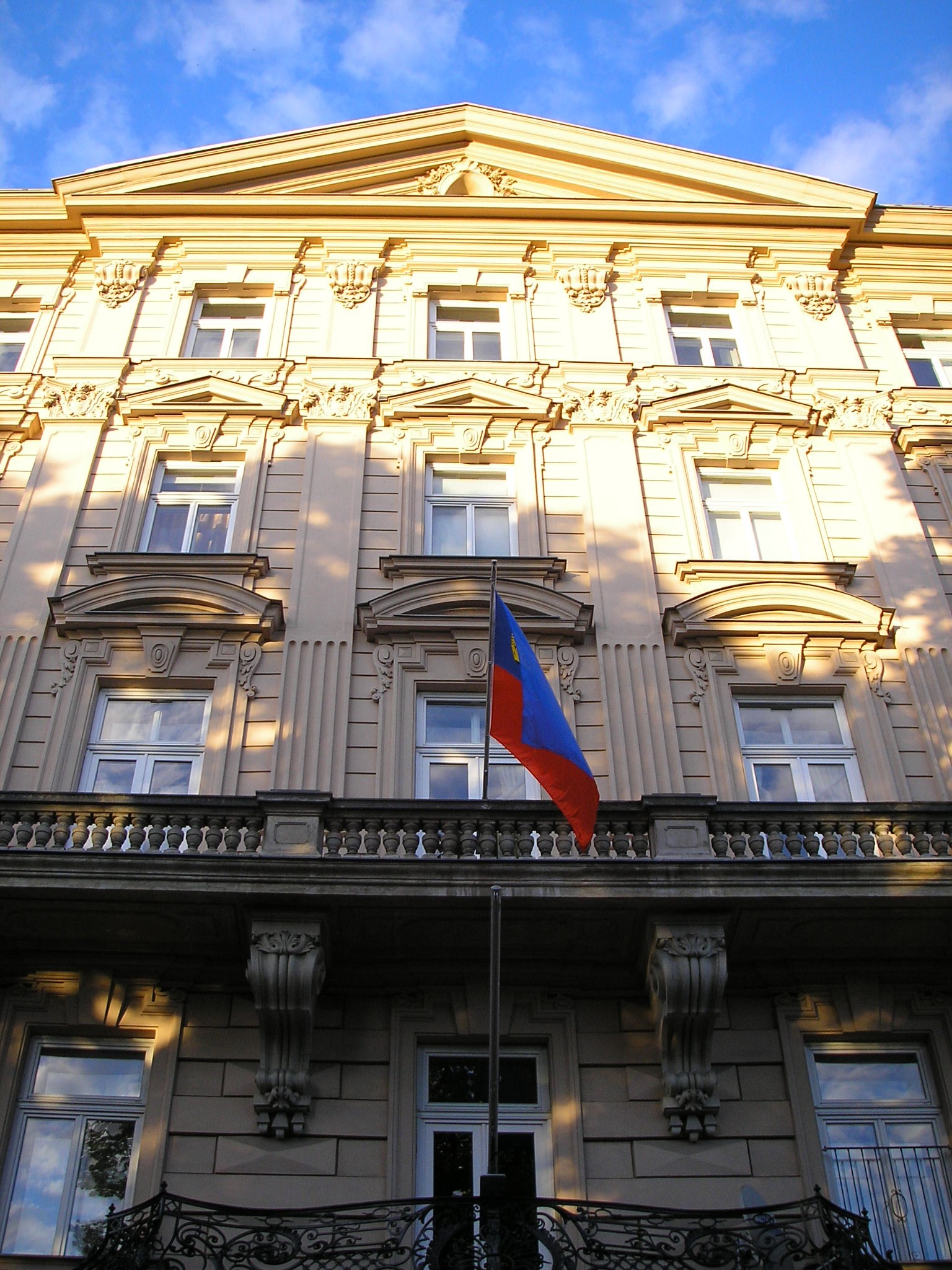
Ambassade à Vienne.
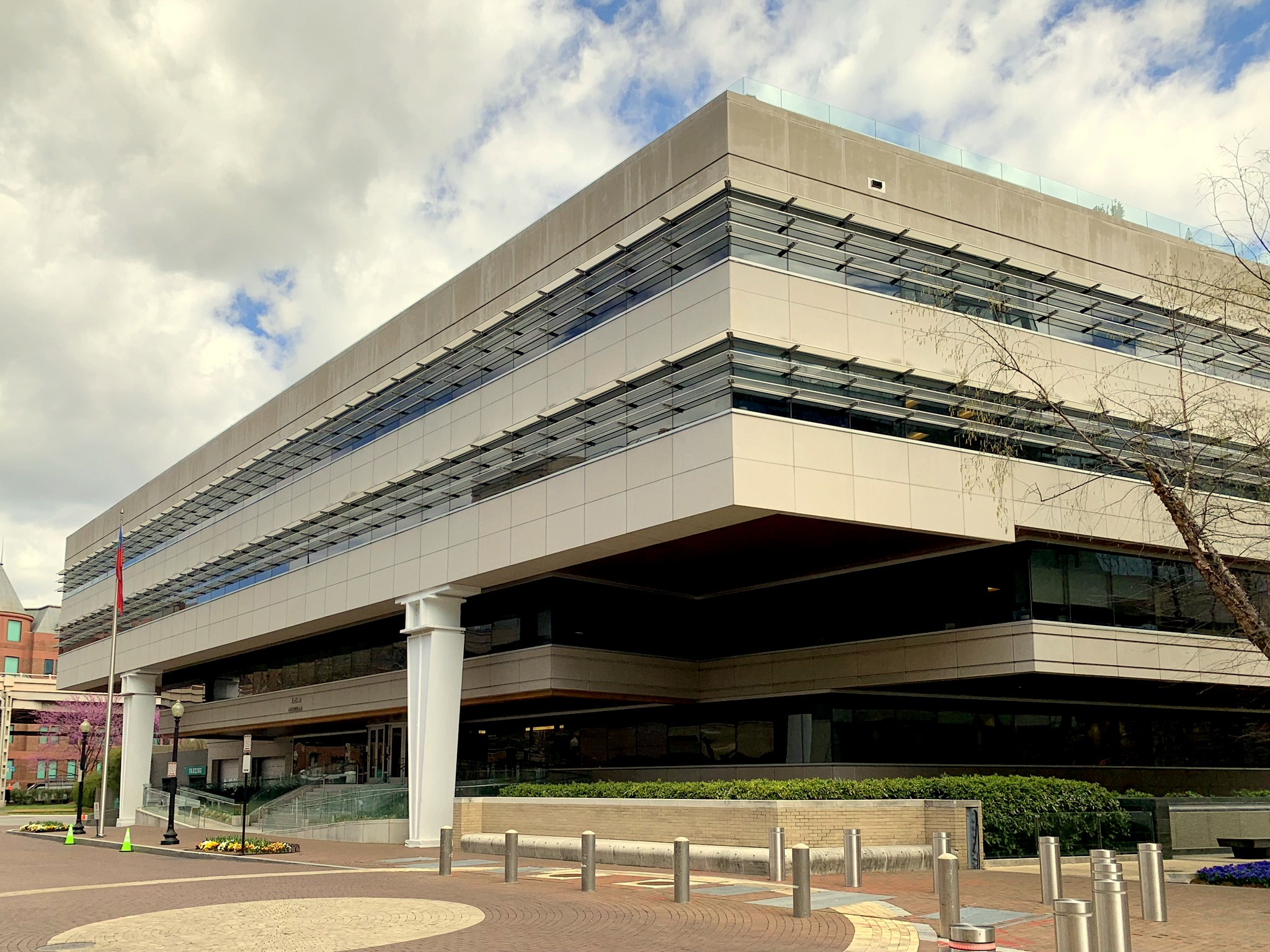
Ambassade à Washington.